# 三等持 (密宗)
在無上瑜伽續中，三等持，又稱三三昧、三定，是修行生起次第本尊瑜伽時的一種階段分法，是修行觀想時需要完成的不同次第。

## 概論
根據格魯派的傳承，三等持分為初加行等持，最勝曼陀羅王等持，最勝事業王等持。
格魯派認為，在修習三等持時，需要先擁有空正見。